# エドワード・リー (第5代リー男爵)
第5代リー男爵エドワード・リー（英語: Edward Leigh, 5th Baron Leigh、1742年3月1日 – 1786年6月4日）は、イングランド貴族。

## 生涯
第4代リー男爵トマス・リーと1人目の妻マリア・レベッカ・クレイヴェン（Maria Rebecca Craven、1746年12月9日埋葬、ジョン・クレイヴェンの娘）の息子として、1742年3月1日に生まれ、ストーンリーで洗礼を受けた。1749年11月30日に父が死去すると、リー男爵の爵位を継承、1764年3月15日にグレートブリテン貴族院議員に就任した。
1761年7月14日にオックスフォード大学オリオル・カレッジに入学、1764年2月13日にM.A.の学位を、1767年4月29日にD.C.L.の学位を修得した。同1767年から1786年に死去するまでオックスフォード大学総長補佐を務めた。
1774年8月7日に精神異常者に認定された。
1786年6月4日に生涯未婚のままストーンリー・アビーで死去、リー男爵の爵位は断絶した。遺産は姉妹メアリーが継承、1806年7月2日にメアリーが死去すると、その遺言状に基づきジェームズ・ヘンリー・リー（James Henry Leigh、1765年2月8日 – 1823年10月27日、ジェームズ・リー（1725年頃 – 1774年）の息子、第2期の初代リー男爵シャンドス・リーの父。第1期の初代リー男爵トマス・リーの兄ローランドの子孫とされる）が遺産を継承した。また、1813年にジョージ・リー（George Leigh）が「第8代リー男爵」の爵位を請求したが、後にジョージが初代リー男爵の子孫でないことが判明した。